# 14e eeuw v.Chr.
De 14e eeuw v.Chr. (van de christelijke jaartelling) is de 14e periode van 100 jaar, dus bestaande uit de jaren 1400 tot en met 1301 v.Chr. De 14e eeuw v.Chr. behoort tot het 2e millennium v.Chr.
Opmerking: Omdat in deze tijd de dateringen meestal niet veel nauwkeuriger zijn dan plusminus enkele jaren, worden in deze tijd de gebeurtenissen per decennium weergegeven.

## Gebeurtenissen
Middellandse Zee
- ca. 1400 v.Chr. - Einde van de Minoïsche beschaving op Kreta.
- De Myceners vergroten door intensief scheepvaartverkeer hun invloed in het oostelijke deel van de Middellandse Zee en tot in Italië. In dit hele gebied hebben ze handelscontacten met andere volken, plunderen doen ze daarnaast nog steeds. De belangrijkste handelspartners zijn de Egyptenaren uit het Nieuwe Rijk en de volken die in Klein-Azië leefden.

Egypte
- Farao Achnaton introduceert het monotheïsme in Egypte.

Klein-Azië, Groot-Azië
- De Luwiërs bieden weerstand aan het Hettitische Rijk en verwerven zelfs de hegemonie in Klein-Azië.

<< · 1399-1390 · 1389-1380 · 1379-1370 · 1369-1360 · 1359-1350 · 1349-1340 · 1339-1330 · 1329-1320 · 1319-1310 · 1309-1300 · >>
<< · 20e · 19e · 18e · 17e · 16e · 15e · 14e · 13e · 12e · 11e · >>